# Navio de guerra de minas

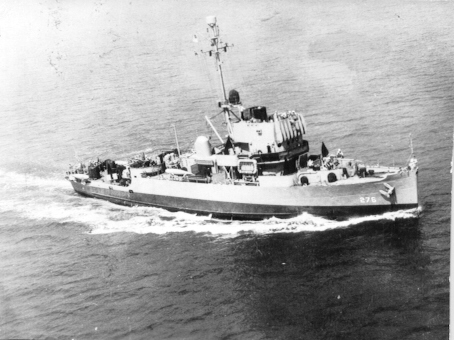
O USS Pivot, um navio caça-minas, em 1944.

Com a utilização de minas na guerra naval, a partir de finais do século XIX, foram criados diversos tipos de Navios de Guerra de Minas. Cada um desses tipos de navios desempenhava uma função específica no âmbito da Guerra de Minas (as denominações abaixo podem variar dependendo do país. O termo "draga-minas" por exemplo é comumente empregado em Portugal e no Brasil o seu equivalente mais comum é "navio varredor"):
- Lança-Minas ou Navio Mineiro: navio especializado na colocação de minas isoladas ou de campos de minas;
- Caça-Minas: navio especializado na detecção e caracterização de minas;
- Draga-Minas ou Navio Varredor: navio especializado na recolha e desactivação de minas, sobretudo através de operações de dragagem ou rocega.

Na actualidade, a maioria dos Navios de Guerra de Minas, desempenham todas as funções antigamente atribuídas a navios especializados, sendo ao mesmo tempo lança, caça e draga-minas. Muitos dos escoltas oceânicos, submarinos e outros navios possuem a capacidade complementar de executar operações de lança-minas.